# Lipstikka
Lipstikka è un film del 2011 scritto e diretto da Jonathan Sagall.
È stato presentato in concorso alla 61ª edizione del Festival di Berlino.

## Trama
Lara è una donna palestinese che da tredici anni ha lasciato Ramallah per iniziare una nuova vita a Londra. La sua vita scorre tranquilla con il marito Michael e il figlio James di sette anni, ma un giorno riceve la visita di Inam, un'amica d'infanzia con la quale condivide un segreto e che rischia di rovinare tutto ciò che Lara ha costruito fino a quel momento.

## Distribuzione
Dopo l'anteprima del 17 febbraio 2011 al Festival di Berlino, il film è stato presentato al Jerusalem Film Festival (8 luglio) e al Toronto International Film Festival (10 settembre).
Il 1º marzo 2012 è stato distribuito nelle sale israeliane e il 21 ottobre dello stesso anno è stato proiettato al festival MIX Copenhagen.

## Critica
Jay Weissberg della rivista Variety definisce il film «il tentativo infruttuoso di esplorare come un trauma può cambiare la percezione e la memoria», aggiungendo: «Sagall cerca di mostrare come i traumi della vita nella Palestina occupata guidano e controllano il trucco psicologico delle donne, e mentre l'idea è buona, l'esecuzione manca di delicatezza. Troppo elaborata, la sceneggiatura altamente teatrale è priva della spontaneità necessaria per un dialogo credibile».

## Riconoscimenti
- 2011 - Festival internazionale del cinema di Berlino
  - Nomination Orso d'oro per il miglior film
- 2011 - Israeli Academy Award
  - Nomination miglior attrice non protagonista a Moran Rosenblatt
- 2011 - Jerusalem Film Festival
  - Haggiag Award per la miglior attrice a Nataly Attiya e Moran Rosenblatt
  - Nomination miglior film israeliano
  - Nomination miglior montaggio a Yuval Netter